# 克拉斯·薛尼格
克拉斯·薛尼格（瑞典語：Claës König，1885年1月15日—1961年11月25日），瑞典男子马术运动员。他曾代表瑞典参加1920年和1924年夏季奥林匹克运动会马术比赛，共获得一枚金牌和一枚银牌。